# Cyphostemma greenwayi
Cyphostemma greenwayi är en vinväxtart som beskrevs av B. Verdcourt. Cyphostemma greenwayi ingår i släktet Cyphostemma och familjen vinväxter. Inga underarter finns listade i Catalogue of Life.